# Stazione di Pontida
La stazione di Pontida è una fermata ferroviaria posta sulla linea Lecco-Brescia al servizio dell'omonimo comune.